# Eugene Migliaro Corporon
Eugene Migliaro Corporon (26 aprile 1947) è un direttore d'orchestra statunitense attivo nell'esecuzione di concerti con la "North Texas Wind Orchestra" e nell'insegnamento universitario con master e corsi di direzione alla North Texas University College of Music..

## Biografia
Eugene Migliaro Corporon è il direttore della North Texas Wind Symphony e Professore Ordinario di Direzione d'Orchestra presso la North Texas University College of Music. In qualità di docente coordinatore, organizza e conduce master e dottorati in conduzione di orchestra di fiati. 
Nel corso della sua attività didattica ha insegnato presso: University of Cincinnati College of Music, Michigan State University, University of Northern Colorado, University of Wisconsin, California State University.
Corporon è molto attivo come direttore ospite e cura master in conduzione per i direttori d'orchestra in tutto il mondo. È stato presidente del World Association for Symphonic Bands and Ensembles, ed in tale incarico ha partecipato a diverse conferenze nazionali ed internazionali sulla musica per fiati e repertorio bandistico. Il maestro Corporon è spesso ospite presso la Showa University of Music, nella città di Kawasaki in Giappone. Durante la sua carriera da direttore ha ricevuto diversi riconoscimenti internazionali tra i quali spiccano la “International Society Grainger Contributo Distinctive Medallion” ed il premio “Beta Phi Mu Internacional Band Conductor of the Year”.
Il maestro Corporon ha registrato più di 400 opere con Toshiba/EMI, Klavier, Mark, Donemus, Soundmark, GIA, CAFUA e Centaur labels.
Corporon ha inoltre curato la pubblicazione di due cataloghi di letteratura musicale per questo repertorio musicale. 
In Italia ha svolto master in direzione di orchestra di fiati a Cremona, Firenze, Procida.